# Ley mosaica
La ley de Moisés o Ley mosaica se refiere a las leyes religiosas del Pueblo de Israel (Am Israel), escritas en la Santa Biblia. En hebreo se llama Torá o Ley, un título que también se refiere al Pentateuco, los primeros cinco libros del Tanaj, la Biblia hebrea.
En el judaísmo rabínico, la Torá o ley escrita es interpretada junto con la ley oral, recopilada e interpretada en la Mishná y en el Talmud de Babilonia, juntas forman la Halajá, la recopilación de ley judía.
Los mandamientos de la ley del profeta Moisés (Moshé Rabenu), son considerados por algunos como el producto de la comparación con el uso particular del Antiguo Oriente Próximo.

## Terminología
La Ley de Moisés o Torá de Moisés (hebreo: תֹּורַת מֹשֶׁה, Torat Moshé, Septuaginta en griego antiguo: νόμος Μωυσῆ, nómos Mōusē, o en algunas traducciones las "Enseñanzas de Moisés") es un término bíblico que se encuentra por primera vez en el Libro de Josué. Josué, donde Josué escribe las palabras hebreas de —"Torat Moshe en  hebreo|תֹּורַת מֹשֶׁה"— en un altar de piedras en el Monte Ebal. El texto continúa:

Y después leyó todas las palabras de las enseñanzas, las bendiciones y las maldiciones, según todo lo que está escrito en el libro de la Torá.
Josué 8:34

El término aparece 15 veces en la Biblia hebrea, otras 7 veces en el Nuevo Testamento, y repetidamente en las literaturas del período del Segundo Templo,  intertestamentaria,  rabínica y patrística.
La palabra hebrea para los cinco primeros libros de la Biblia hebrea, Torá (que significa "ley" y se tradujo al griego como Nomos o "Ley") se refiere a los mismos cinco libros denominados en español "Pentateuco" (del griego latinizado "cinco libros", que implica los cinco libros de Moisés). Según algunos estudiosos, el uso del nombre "Torá" para designar los "Cinco libros de Moisés" de la Biblia hebrea está claramente documentado sólo a partir del siglo II a. C..
En el uso moderno, Torá puede referirse a los cinco primeros libros del Tanaj, como se denomina comúnmente a la Biblia hebrea, a las instrucciones y comandamientos que se encuentran en los libros 2º a 5º de la Biblia hebrea, y también a todo el Tanaj e incluso a toda la Ley Oral. Entre los cristianos de habla inglesa el término "La Ley" puede referirse a todo el Pentateuco, incluido el Génesis, pero esto es generalmente en relación con el Nuevo Testamento, donde nomos "la Ley" a veces se refiere a los cinco libros, incluido el Génesis. Este uso del término hebreo "Torá" (ley), para los cinco primeros libros es considerado engañoso por el biblista cristiano del siglo XXI John Van Seters, porque el Pentateuco "consiste aproximadamente en una mitad de ley y la otra mitad de narrativa".

## La ley en el Próximo Oriente antiguo
La «Ley de Moisés» en el antiguo Israel era diferente de otros códigos legales en el antiguo Oriente Próximo porque las transgresiones eran vistas como ofensas contra Dios y no sólo como ofensas contra la sociedad (derecho civil). Esto contrasta con el Código de Ur-Nammu de Sumeria (c. 2100-2050 a. C.), y el Código de Hammurabi de Babilonia (c. 1760 a. C., del cual casi la mitad se refiere al  derecho contractual). 
Sin embargo, la influencia de la antigua tradición jurídica del Cercano Oriente en el Derecho del antiguo Israel está reconocida y bien documentada, por ejemplo, en principios como lex talionis («ojo por ojo»), y en el contenido de las disposiciones. Algunas similitudes son sorprendentes, como en las disposiciones relativas a un buey cornado por un hombre (leyes 250-252 del Código de Hammurabi, Éxodo 21:28-32). Algunos autores han postulado una influencia directa: David P. Wright, por ejemplo, afirma que el Código de la Alianza es «directa, principal y totalmente dependiente de las Leyes de Hammurabi», «una reescritura creativa de fuentes mesopotámicas ... que debe considerarse una abstracción académica más que un compendio de leyes». Otros postulan una influencia indirecta, como a través de intermediarios arameos o fenicios. Existe consenso en que las similitudes son resultado de heredar tradiciones orales comunes. Otro ejemplo, el año sabático israelita tiene antecedentes en los edictos acadia mesharum que concedían socorros periódicos a los pobres. Una distinción importante, sin embargo, es que en los antiguos códigos legales del Próximo Oriente, como en los textos ugaríticos desenterrados más recientemente, se asignaba al rey un papel importante, y último, en el proceso legal. El antiguo Israel, antes del período monárquico que comenzó con David, se configuró como una teocracia, más que como una monarquía, aunque Dios es representado más comúnmente como un rey.